# Lucienola gressitti
Lucienola gressitti är en insektsart som först beskrevs av Lucien Chopard 1969.  Lucienola gressitti ingår i släktet Lucienola och familjen vårtbitare. Inga underarter finns listade i Catalogue of Life.